# Szymon Krawczyk (lekkoatleta)
Szymon Krawczyk (ur. 29 grudnia 1988) – polski lekkoatleta specjalizujący się w biegu na 800 metrów.

## Osiągnięcia
| Rok  | Impreza                             | Miejsce   | Konkurencja        | Lokata     | Wynik   |
| ---- | ----------------------------------- | --------- | ------------------ | ---------- | ------- |
| 2014 | IAAF World Relays                   | Nassau    | sztafeta 4 × 800 m | 2. miejsce | 7:08,69 |
| 2015 | Halowe mistrzostwa Europy           | Praga     | bieg na 1500 m     | eliminacje | 3:51,72 |
| 2015 | Światowe wojskowe igrzyska sportowe | Mungyeong | bieg na 1500 m     | 8. miejsce | 3:50,19 |

Medalista mistrzostw Polski seniorów ma w dorobku jeden srebrny (Bielsko-Biała 2012) i jeden brązowy (Bydgoszcz 2011) medal. Halowy mistrz kraju w biegu na 1500 metrów (2013). Stawał na podium mistrzostw Polski młodzieżowców.

## Rekordy życiowe
- bieg na 800 metrów – 1:47,06 s. (12 sierpnia 2011, Bydgoszcz)
- bieg na 1500 metrów – 3:38,09 s. (25 czerwca 2011, Szczecin) – 15. wynik w historii polskiej lekkiej atletyki[1]
- bieg na 1500 metrów (hala) – 3:41,64 (15 lutego 2015, Toruń)